# Maurice Legendre (historien)
Pour les articles homonymes, voir Maurice Legendre et Legendre.
Maurice Legendre, né à Paris le 30 juin 1878 et mort à Madrid le 12 janvier 1955, est un intellectuel catholique et un hispaniste français qui fut directeur de la Casa de Velázquez, centre culturel français à Madrid.

## Biographie

### Formation
Maurice Legendre est issu d'une famille assez aisée et d'origine beauceronne et auvergnate commerçant en dentelles et broderies.
Il fait ses études secondaires au lycée Michelet et au lycée Henri-IV puis est reçu au concours littéraire de l'École normale supérieure de Paris en 1900, dans la même promotion que Jacques Chevalier, Pierre-Maurice Masson et Paul Hazard.
En 1904 il obtient l’agrégation d'histoire et de géographie et se lance dans le journalisme chrétien au contact d’ecclésiastiques chrétiens, parmi lesquels Guillaume Pouget et Fernand Portal, ou des laïcs tels que Bergson ou Henri Lorin.

### Intérêt pour l'Espagne
Son ami Jacques Chevalier lui prête[Quand ?] l'Idearium español du penseur Ángel Ganivet : geste décisif, non pour la vocation de Maurice Legendre, déjà éclose, mais pour l'orientation si particulière qui sera la sienne, surtout au début. Ganivet le mène à Unamuno, Unamuno l'attire à Salamanque, et Salamanque à son tour le conduit à La Alberca, aux Batuecas, à Les Hurdes, et à cette Peña de Francia qui lui apparaît comme le symbole de l'amitié franco-espagnole.
À l'été 1909, en effet, Legendre est invité par le dominicain Père Matías à connaitre le sanctuaire de la Peña de Francia ou Rocher de la France (province de Salamanque). Ce rocher a initialement attiré Legendre par son nom, qui fait référence à la France : la raison de cet homonyme serait l'apparition de la Vierge au Français Simon Vela, au Moyen Âge dans la grotte de la Peña de Francia, pour lui révéler une ancienne image miraculeuse. Deux ans plus tard, le 15 août 1911, accompagné de Jacques Chevalier, Legendre écrit dans l'album du sanctuaire cette phrase qui exprime son désir de paix entre la France et l'Espagne : « Avec toute la confiance que me donne la prière déjà exaucée, je prie la Vierge de la Peña qu'elle me permette de revenir souvent encore à son sanctuaire, et d'en indiquer la voie à de nombreux amis français ; car c'est ici que les cœurs espagnols et français peuvent le mieux fraterniser dans le christianisme. »

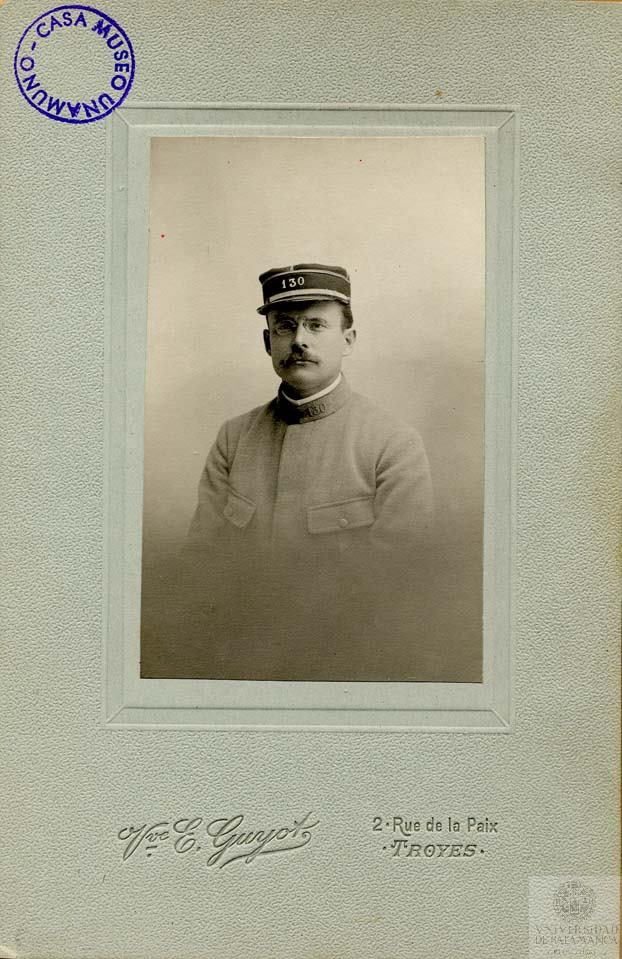
Maurice Legendre en tenue militaire.

Durant l'été 1913, guidé par Tío Ignatio, un solide muletier analphabète de La Alberca, Legendre visite, en plus du Rocher, la contrée de la région des Hurdes en compagnie de Jacques Chevalier, Severino Aznar (es) et Miguel de Unamuno. Depuis lors, Legendre fait une campagne visant à attirer l'attention de l'opinion publique sur la question de la région des Hurdes en dénonçant son abandon historique et sa situation pénible.
La Première guerre mondiale éclate ; en octobre 1914, Legendre est mobilisé comme commandant d'une batterie d'infanterie pour combattre l'armée allemande au front de la Champagne.
En avril 1922, retourne à Las Hurdes Legendre, invité et accompagné de son ami Miguel de Unamuno pour un voyage à travers la région qui amène à préparer la Commission sanitaire présidée par son ami, le Dr Gregorio Marañón. Cette commission pemettra d'appuyer la venue du roi Alfonso XIII dans la région des Hurdes en juin de la même année, une visite qui donnera naissance en 1933 au documentaire de Luis Buñuel Las Hurdes, Terre sans pain.
Legendre enseigne quelque temps la philosophie au Lycée Français de Madrid. Il élabore toute une interprétation de l'histoire à fondement théologique dont les bases peuvent ne pas être acceptées par tous, mais qui ne manque ni de force ni de valeur et qui mérite considération.
Tout au long de sa vie, Legendre continue à s'intéresser au problème de la région des Hurdes ; il y consacre sa thèse de doctorat à l'Université de Bordeaux (Les Jurdes : Étude de géographie humaine, 1927) pour laquelle il est reçu avec la mention « Très honorable ». Il encourage beaucoup de Français d'idéologies différentes, comme Pierre Vilar, à s'intéresser à l'histoire espagnole et sa culture, de sorte qu'il peut être considéré comme l'un des initiateurs de l'hispanisme : pour cette raison, il est décoré de la Croix de Commandeur de l'ordre d'Alphonse XII. Par ailleurs, l’Académie française lui décerne le prix Bordin en 1924 et le prix Vitet en 1930.
En 1934, pour marquer le cinq centième anniversaire de la découverte de l'image, Maurice Legendre organise un pèlerinage français, au sanctuaire de la Vierge de la Peña de Francia.

### La guerre civile espagnole
Durant la guerre d'Espagne (1936-1939), la Casa de Velasquez de Madrid, dont il est le directeur adjoint, se trouve dans la zone contrôlée par les républicains ; détruite, elle est provisoirement transférée au Maroc. Legendre montre sa sympathie pour les franquistes : il est ainsi la cheville ouvrière du Manifeste aux intellectuels espagnols publié en décembre 1937 par des intellectuels français de droite en soutien au coup d'État franquiste. Il est membre en 1938 du comité d'honneur de l'Association pour la restauration des sanctuaires, hôpitaux et orphelinats d'Espagne.
Pendant cette période de guerres, il publie une Nouvelle histoire d'Espagne (1938) et Semblanza de l'Espagne (1944). Après la Seconde Guerre mondiale, il bénéficie  de la coopération des autorités franquistes, alors isolées diplomatiquement : elles trouvent utile cet intellectuel européen catholique (Notre Dame de France en Espagne, 1945). Cette même année, il organise un pèlerinage international de prière pour la paix mondiale et remporte le Prix Blumenthal.
Maurice Legendre meurt le 12 février 1955 ; ses restes sont transférés et enterrés dans la nef de l'église du sanctuaire de Notre-Dame du Rocher de France le 1er juillet 1956.

## Publications

### Ouvrages
- Le catholicisme et la société par l'abbé Lucien Laberthonnière, avec la participation de Jacques Chevalier, et de Maurice Legendre. Paris : V. Giard et Brière, 1907.
- Le problème de l'éducation, Paris : Bloud & Gay, 1911.
- La guerre prochaine et la mission de la France, Paris : M. Rivière et Cie, 1913.
- La Guerre et la vie de l'esprit, Paris : Bloud et Gay, 1918.
- La Paix prochaine et la Mission des Alliés, Paris : Bloud et Gay, 1918.
- Las Jurdes: étude de géographie humaine, Bordeaux : Féret et fils, 1927. (Plusieurs éditions).
- La Casa Velázquez. Paris : L'Artisan du Livre , 1928.
- Sainte Therese d'Avila. Marseille : Éditions Publiroc, 1929.
- Littérature espagnole. Paris : Bloud & Gay, 1930.
- En Espagne. Paris : Hartmann , 1935. (Plusieurs éditions).
- Nouvelle histoire d'Espagne. Paris : Éditions Hachette, 1938.
- Notre Dame de France en Espagne. Madrid, 1945.

### Préfacier
- Antoine-Augustin Cournot, Consideraciones sobre la marcha de las ideas y de los acontecimientos en los tiempos modernos. [Considérations sur la marche des idées et des événements dans les temps modernes.] Traduction de Juan Domínguez Berrueta. Introduction de M. Legendre. Publication :  Madrid, Editora nacional, 1942-1947.
- Henri Chandebois, Portrait de saint Jean de la Croix, préface de Maurice Legendre. Publication : Paris, Grasset, 1947.
- Joseph Henri, Silhouettes et esprit de saint Vincent de Paul. Présentation de Maurice Legendre. Publication : Madrid : impr. Orrier, 1954.

## Distinctions

### Décorations
- Croix de Commandeur de l'ordre d'Alphonse XII
- Chevalier de la Légion d'honneur à titre militaire pour la guerre 1914-1918, le 19 novembre 1918
- Officier de la Légion d'honneur par décret du 30 septembre 1953 [11]

### Hommages
Nommé fils adoptif de La Alberca, Maurice Legendre a un buste le représentant dans cette ville de la province de Salamanque, il a été sculpté par González Macías et inauguré le 16 août 1949,.
Par ailleurs, une rue porte son nom à Madrid : "Calle Mauricio Legendre" dans le nord de Madrid à côté de la gare de Madrid-Chamartín-Clara Campoamor .